# Lijst van senatoren uit Arkansas

Zegel van de staat Arkansas

Dit is een lijst van de senatoren voor de Amerikaanse staat Arkansas. De senatoren voor Arkansas zijn ingedeeld als Klasse II en Klasse III. De twee huidige senatoren voor Arkansas zijn: John Boozeman senator sinds 2011 de (senior senator) en Tom Cotton senator sinds 2015 de (junior senator), beiden lid van de Republikeinse Partij.
Prominenten die hebben gediend als senator voor Arkansas zijn onder anderen: Augustus Garland (later minister van Justitie), Joe Robinson (genomineerd vicepresidentskandidaat en Democratisch partijleider in de senaat van 1923 tot 1937), John Elvis Miller (later rechter voor het Hof van Beroep voor het circuit van het West-Arkansas), David Pryor (prominent politicus), J. William Fulbright (prominent politicus), Dale Bumpers (prominent politicus) en Blanche Lincoln (prominent politica).
Maar liefst negen senatoren voor Arkansas zijn ook gouverneur van Arkansas geweest: William Fulton, Powell Clayton, Augustus Garland, James Berry, Jeff Davis, Joe Robinson, David Pryor, James Clarke en Dale Bumpers.

## Klasse II
| Nr.                                                                             | Senator voor Arkansas Senator from Arkansas | Senator voor Arkansas Senator from Arkansas | Senator voor Arkansas Senator from Arkansas | Ambtstermijn      | Ambtstermijn     | Partij(en) | Verkiezing(en) |
| ------------------------------------------------------------------------------- | ------------------------------------------- | ------------------------------------------- | ------------------------------------------- | ----------------- | ---------------- | ---------- | -------------- |
| 1                                                                               |                                             | William Fulton                              | William Fulton (1795–1844)                  | 18 september 1836 | 15 augustus 1844 | D          | 1836           |
| 1                                                                               | 1840                                        | William Fulton                              | William Fulton (1795–1844)                  | 18 september 1836 | 15 augustus 1844 | D          |                |
| Vacant                                                                          |                                             |                                             |                                             |                   |                  |            |                |
| 2                                                                               |                                             | Chester Ashley                              | Chester Ashley (1790–1848)                  | 8 november 1844   | 29 april 1848    | D          | 1844           |
| 2                                                                               | 1846                                        | Chester Ashley                              | Chester Ashley (1790–1848)                  | 8 november 1844   | 29 april 1848    | D          |                |
| Vacant                                                                          |                                             |                                             |                                             |                   |                  |            |                |
| 3                                                                               |                                             | William Sebastian                           | William Sebastian (1812–1865)               | 12 mei 1848       | 11 juli 1861     | D          |                |
| 3                                                                               | 1848                                        | William Sebastian                           | William Sebastian (1812–1865)               | 12 mei 1848       | 11 juli 1861     | D          |                |
| 3                                                                               | 1853                                        | William Sebastian                           | William Sebastian (1812–1865)               | 12 mei 1848       | 11 juli 1861     | D          |                |
| 3                                                                               | 1859                                        | William Sebastian                           | William Sebastian (1812–1865)               | 12 mei 1848       | 11 juli 1861     | D          |                |
| Vacant                                                                          |                                             |                                             |                                             |                   |                  |            |                |
| Vacant Geconfedereerde Staten van Amerika (1861–1865) Reconstructie (1865–1868) |                                             |                                             |                                             |                   |                  |            |                |
| 4                                                                               |                                             | Alexander McDonald                          | Alexander McDonald (1832–1903)              | 24 juni 1868      | 4 maart 1871     | R          | 1868           |
| 5                                                                               |                                             | Powell Clayton                              | Powell Clayton (1833–1914)                  | 4 maart 1871      | 4 maart 1877     | R          | 1870           |
| 6                                                                               |                                             | Augustus Garland                            | Augustus Garland (1832–1899)                | 4 maart 1877      | 4 maart 1885     | D          | 1876           |
| 6                                                                               | 1883                                        | Augustus Garland                            | Augustus Garland (1832–1899)                | 4 maart 1877      | 4 maart 1885     | D          |                |
| Vacant                                                                          |                                             |                                             |                                             |                   |                  |            |                |
| 7                                                                               |                                             | James Berry                                 | James Berry (1841–1913)                     | 20 maart 1885     | 4 maart 1907     | D          | 1885           |
| 7                                                                               | 1889                                        | James Berry                                 | James Berry (1841–1913)                     | 20 maart 1885     | 4 maart 1907     | D          |                |
| 7                                                                               | 1895                                        | James Berry                                 | James Berry (1841–1913)                     | 20 maart 1885     | 4 maart 1907     | D          |                |
| 7                                                                               | 1901                                        | James Berry                                 | James Berry (1841–1913)                     | 20 maart 1885     | 4 maart 1907     | D          |                |
| 8                                                                               |                                             | Jeff Davis                                  | Jeff Davis (1862–1913)                      | 4 maart 1907      | 3 januari 1913   | D          | 1907           |
| Vacant                                                                          |                                             |                                             |                                             |                   |                  |            | 1907           |
| 9                                                                               |                                             | John Heiskell                               | John Heiskell (1872–1972)                   | 6 januari 1913    | 30 januari 1913  | D          | 1907           |
| 10                                                                              |                                             | William Kavanaugh                           | William Kavanaugh (1866–1915)               | 30 januari 1913   | 4 maart 1913     | D          | 1913 (1)       |
| 11                                                                              |                                             | Joe Robinson                                | Joe Robinson (1872–1937)                    | 4 maart 1913      | 14 juli 1937     | D          | 1913 (2)       |
| 11                                                                              | 1918                                        | Joe Robinson                                | Joe Robinson (1872–1937)                    | 4 maart 1913      | 14 juli 1937     | D          |                |
| 11                                                                              | 1924                                        | Joe Robinson                                | Joe Robinson (1872–1937)                    | 4 maart 1913      | 14 juli 1937     | D          |                |
| 11                                                                              | 1930                                        | Joe Robinson                                | Joe Robinson (1872–1937)                    | 4 maart 1913      | 14 juli 1937     | D          |                |
| 11                                                                              | 1936                                        | Joe Robinson                                | Joe Robinson (1872–1937)                    | 4 maart 1913      | 14 juli 1937     | D          |                |
| Vacant                                                                          |                                             |                                             |                                             |                   |                  |            |                |
| 12                                                                              |                                             | John Elvis Miller                           | John Elvis Miller (1888–1981)               | 15 november 1937  | 1 april 1941     | D          | 1937           |
| 13                                                                              |                                             | Lloyd Spencer                               | Lloyd Spencer (1893–1981)                   | 1 april 1941      | 3 januari 1943   | D          | 1937           |
| 14                                                                              |                                             | John McClellan                              | John McClellan (1896–1977)                  | 3 januari 1943    | 28 november 1977 | D          | 1942           |
| 14                                                                              | 1948                                        | John McClellan                              | John McClellan (1896–1977)                  | 3 januari 1943    | 28 november 1977 | D          |                |
| 14                                                                              | 1954                                        | John McClellan                              | John McClellan (1896–1977)                  | 3 januari 1943    | 28 november 1977 | D          |                |
| 14                                                                              | 1960                                        | John McClellan                              | John McClellan (1896–1977)                  | 3 januari 1943    | 28 november 1977 | D          |                |
| 14                                                                              | 1966                                        | John McClellan                              | John McClellan (1896–1977)                  | 3 januari 1943    | 28 november 1977 | D          |                |
| 14                                                                              | 1972                                        | John McClellan                              | John McClellan (1896–1977)                  | 3 januari 1943    | 28 november 1977 | D          |                |
| Vacant                                                                          |                                             |                                             |                                             |                   |                  |            |                |
| 15                                                                              |                                             | Kaneaster Hodges                            | Kaneaster Hodges (1938)                     | 10 december 1977  | 3 januari 1979   | D          |                |
| 16                                                                              |                                             | David Pryor                                 | David Pryor (1934–2024)                     | 3 januari 1979    | 3 januari 1997   | D          | 1978           |
| 16                                                                              | 1984                                        | David Pryor                                 | David Pryor (1934–2024)                     | 3 januari 1979    | 3 januari 1997   | D          |                |
| 16                                                                              | 1990                                        | David Pryor                                 | David Pryor (1934–2024)                     | 3 januari 1979    | 3 januari 1997   | D          |                |
| 17                                                                              |                                             | Tim Hutchinson                              | Tim Hutchinson (1949)                       | 3 januari 1997    | 3 januari 2003   | R          | 1996           |
| 18                                                                              |                                             | Mark Pryor                                  | Mark Pryor (1963)                           | 3 januari 2003    | 3 januari 2015   | D          | 2002           |
| 18                                                                              | 2008                                        | Mark Pryor                                  | Mark Pryor (1963)                           | 3 januari 2003    | 3 januari 2015   | D          |                |
| 19                                                                              |                                             | Tom Cotton                                  | Tom Cotton (1977)                           | 3 januari 2015    | heden            | R          | 2014           |
| 19                                                                              | 2020                                        | Tom Cotton                                  | Tom Cotton (1977)                           | 3 januari 2015    | heden            | R          |                |

## Klasse III
| Nr.                                                                             | Senator voor Arkansas Senator from Arkansas | Senator voor Arkansas Senator from Arkansas | Senator voor Arkansas Senator from Arkansas | Ambtstermijn      | Ambtstermijn     | Partij(en) | Verkiezing(en) |
| ------------------------------------------------------------------------------- | ------------------------------------------- | ------------------------------------------- | ------------------------------------------- | ----------------- | ---------------- | ---------- | -------------- |
| 1                                                                               |                                             | Ambrose Sevier                              | Ambrose Sevier (1801–1848)                  | 18 september 1836 | 14 maart 1848    | D          | 1836           |
| 1                                                                               | 1837                                        | Ambrose Sevier                              | Ambrose Sevier (1801–1848)                  | 18 september 1836 | 14 maart 1848    | D          |                |
| 1                                                                               | 1843                                        | Ambrose Sevier                              | Ambrose Sevier (1801–1848)                  | 18 september 1836 | 14 maart 1848    | D          |                |
| Vacant                                                                          |                                             |                                             |                                             |                   |                  |            |                |
| 2                                                                               |                                             | Solon Borland                               | Solon Borland (1808–1864)                   | 30 maart 1848     | 13 april 1853    | D          |                |
| 2                                                                               | 1848                                        | Solon Borland                               | Solon Borland (1808–1864)                   | 30 maart 1848     | 13 april 1853    | D          |                |
| Vacant                                                                          |                                             |                                             |                                             |                   |                  |            |                |
| 3                                                                               |                                             | Robert Johnson                              | Robert Johnson (1814–1879)                  | 5 juli 1853       | 4 maart 1861     | D          |                |
| 3                                                                               | 1853                                        | Robert Johnson                              | Robert Johnson (1814–1879)                  | 5 juli 1853       | 4 maart 1861     | D          |                |
| 3                                                                               | 1855                                        | Robert Johnson                              | Robert Johnson (1814–1879)                  | 5 juli 1853       | 4 maart 1861     | D          |                |
| 4                                                                               |                                             | Charles Mitchel                             | Charles Mitchel (1815–1864)                 | 4 maart 1861      | 11 juli 1861     | D          | 1860           |
| Vacant                                                                          |                                             |                                             |                                             |                   |                  |            | 1860           |
| Vacant Geconfedereerde Staten van Amerika (1861–1865) Reconstructie (1865–1868) |                                             |                                             |                                             |                   |                  |            |                |
| 5                                                                               |                                             | Benjamin Rice                               | Benjamin Rice (1828–1905)                   | 24 juni 1868      | 4 maart 1873     | R          | 1868           |
| 6                                                                               |                                             | Stephen Dorsey                              | Stephen Dorsey (1842–1916)                  | 4 maart 1873      | 4 maart 1879     | R          | 1872           |
| 7                                                                               |                                             | James David Walker                          | James David Walker (1830–1906)              | 4 maart 1879      | 4 maart 1885     | D          | 1878           |
| 8                                                                               |                                             | James Kimbrough Jones                       | James Kimbrough Jones (1839–1908)           | 4 maart 1885      | 4 maart 1903     | D          | 1885           |
| 8                                                                               | 1891                                        | James Kimbrough Jones                       | James Kimbrough Jones (1839–1908)           | 4 maart 1885      | 4 maart 1903     | D          |                |
| 8                                                                               | 1897                                        | James Kimbrough Jones                       | James Kimbrough Jones (1839–1908)           | 4 maart 1885      | 4 maart 1903     | D          |                |
| 9                                                                               |                                             | James Clarke                                | James Clarke (1854–1916)                    | 4 maart 1903      | 1 oktober 1916   | D          | 1903           |
| 9                                                                               | 1909                                        | James Clarke                                | James Clarke (1854–1916)                    | 4 maart 1903      | 1 oktober 1916   | D          |                |
| 9                                                                               | 1914                                        | James Clarke                                | James Clarke (1854–1916)                    | 4 maart 1903      | 1 oktober 1916   | D          |                |
| Vacant                                                                          |                                             |                                             |                                             |                   |                  |            |                |
| 10                                                                              |                                             | William Kirby                               | William Kirby (1867–1934)                   | 8 november 1916   | 4 maart 1921     | D          | 1916           |
| 11                                                                              |                                             | Thaddeus Caraway                            | Thaddeus Caraway (1871–1931)                | 4 maart 1921      | 6 november 1931  | D          | 1920           |
| 11                                                                              | 1926                                        | Thaddeus Caraway                            | Thaddeus Caraway (1871–1931)                | 4 maart 1921      | 6 november 1931  | D          |                |
| Vacant                                                                          |                                             |                                             |                                             |                   |                  |            |                |
| 12                                                                              |                                             | Hattie Wyatt Caraway                        | Hattie Wyatt Caraway (1878–1950)            | 13 november 1931  | 3 januari 1945   | D          |                |
| 12                                                                              | 1932 (1)                                    | Hattie Wyatt Caraway                        | Hattie Wyatt Caraway (1878–1950)            | 13 november 1931  | 3 januari 1945   | D          |                |
| 12                                                                              | 1932 (2)                                    | Hattie Wyatt Caraway                        | Hattie Wyatt Caraway (1878–1950)            | 13 november 1931  | 3 januari 1945   | D          |                |
| 12                                                                              | 1938                                        | Hattie Wyatt Caraway                        | Hattie Wyatt Caraway (1878–1950)            | 13 november 1931  | 3 januari 1945   | D          |                |
| 13                                                                              |                                             | J. William Fulbright                        | J. William Fulbright (1905–1995)            | 3 januari 1945    | 31 december 1974 | D          | 1944           |
| 13                                                                              | 1950                                        | J. William Fulbright                        | J. William Fulbright (1905–1995)            | 3 januari 1945    | 31 december 1974 | D          |                |
| 13                                                                              | 1956                                        | J. William Fulbright                        | J. William Fulbright (1905–1995)            | 3 januari 1945    | 31 december 1974 | D          |                |
| 13                                                                              | 1962                                        | J. William Fulbright                        | J. William Fulbright (1905–1995)            | 3 januari 1945    | 31 december 1974 | D          |                |
| 13                                                                              | 1968                                        | J. William Fulbright                        | J. William Fulbright (1905–1995)            | 3 januari 1945    | 31 december 1974 | D          |                |
| Vacant                                                                          |                                             |                                             |                                             |                   |                  |            |                |
| 14                                                                              |                                             | Dale Bumpers                                | Dale Bumpers (1925–2016)                    | 3 januari 1975    | 3 januari 1999   | D          | 1974           |
| 14                                                                              | 1980                                        | Dale Bumpers                                | Dale Bumpers (1925–2016)                    | 3 januari 1975    | 3 januari 1999   | D          |                |
| 14                                                                              | 1986                                        | Dale Bumpers                                | Dale Bumpers (1925–2016)                    | 3 januari 1975    | 3 januari 1999   | D          |                |
| 14                                                                              | 1992                                        | Dale Bumpers                                | Dale Bumpers (1925–2016)                    | 3 januari 1975    | 3 januari 1999   | D          |                |
| 15                                                                              |                                             | Blanche Lincoln                             | Blanche Lincoln (1960)                      | 3 januari 1999    | 3 januari 2011   | D          | 1998           |
| 15                                                                              | 2004                                        | Blanche Lincoln                             | Blanche Lincoln (1960)                      | 3 januari 1999    | 3 januari 2011   | D          |                |
| 16                                                                              |                                             | John Boozeman                               | John Boozeman (1950)                        | 3 januari 2011    | huidige          | R          | 2010           |
| 16                                                                              | 2016                                        | John Boozeman                               | John Boozeman (1950)                        | 3 januari 2011    | huidige          | R          |                |
| 16                                                                              | 2022                                        | John Boozeman                               | John Boozeman (1950)                        | 3 januari 2011    | huidige          | R          |                |